# Wayne Brasel
Wayne Brasel ist ein US-amerikanischer Jazzgitarrist.

## Leben
Brasel wuchs in Kalifornien auf. Er hatte ab dem zehnten Lebensjahr Gitarrenunterricht und spielte als Jugendlicher in Rock-, Pop- und Jazzgruppen der Region. Nach einem Studium der klassischen Gitarre an der California State University, Northridge, arbeitete er mit Musikern wie  Donna Summer, Debby Boone, Otis Stokes, Tata Vega, Rose Stone und Andraé Crouch zusammen.
Er leitete ein eigenes Quartett, dem der Bassist John Patitucci, der Schlagzeuger Art Rodriguez und der Saxophonist Brandon Fields angehörten. Als Sideman oder mit seiner Band begleitete er unter anderem Mike Stern, Alex Acuña, Abe Laborial, Vinnie Colaiuta, Justo Almaria, Kenneth Nash, Sheila Jordan, Brandon Fields, Joe Sample, Wilton Fielder, Tom Brechtlein, Gary Willis, Peter Erskine, Rick Margitza, Joe Pass, Hal Crook und Frank Gambale.
Nach seiner Übersiedlung nach Europa unterrichtete er Gitarre zunächst am American Institute of Music in Wien und an der Universität für Musik und darstellende Kunst Graz, später an der Universität Stavanger.
2007 trat er beim Aberdeen Jazz Festival in einem Quartett mit dem Bassisten Per Mathisen, dem Saxophonisten Tor Yttredal und der Schlagzeugerin Inge Braekhus auf. 2008 wirkte er als Komponist und ausführender Musik an dem Projekt Tanzanian Sky mit dem Choreografen Andreas Bjørneboe mit.

## Diskographie
- Beatnik Walk mit John Patitucci und Peter Erskine, 1996
- Note You Left mit Rick Margitza, Jeff Beaudreaux und Uli Langthaler, 1996
- Point of No Return, 2001
- Popart mit Victor Jones und Wayne Darling, 2006
- Songs from the Icons, Soloalbum, 2006
- Guitar for my Father, 2007